# Triigi (Saaremaa)
Triigi is een plaats in de Estlandse gemeente Saaremaa, provincie Saaremaa. De plaats heeft de status van dorp (Estisch: küla) en telt 43 inwoners (2021).
De plaats viel tot in oktober 2017 onder de gemeente Leisi. In die maand werd Leisi bij de fusiegemeente Saaremaa gevoegd.
De plaats ligt aan de noordkust van het eiland Saaremaa. Vanuit de haven van Triigi wordt een veerdienst onderhouden met de haven van Sõru op het eiland Hiiumaa. Het veer vaart het hele jaar door, maar in de wintermaanden is de frequentie lager.